# Harwich (Massachusetts)
Harwich és una població dels Estats Units a l'estat de Massachusetts. Segons el cens del 2000 tenia 12.386 habitants.

## Demografia
Segons el cens del 2000, Harwich tenia 12.386 habitants, 5.471 habitatges, i 3.545 famílies. La densitat de població era de 227,3 habitants/km².
Dels 5.471 habitatges en un 21,3% hi vivien nens de menys de 18 anys, en un 53,4% hi vivien parelles casades, en un 9% dones solteres, i en un 35,2% no eren unitats familiars. En el 29,8% dels habitatges hi vivien persones soles el 16,9% de les quals corresponia a persones de 65 anys o més que vivien soles. El nombre mitjà de persones vivint en cada habitatge era de 2,2 i el nombre mitjà de persones que vivien en cada família era de 2,72.
Per edats la població es repartia de la següent manera: un 18,3% tenia menys de 18 anys, un 4,2% entre 18 i 24, un 22,1% entre 25 i 44, un 25,8% de 45 a 60 i un 29,6% 65 anys o més.
L'edat mediana era de 49 anys. Per cada 100 dones de 18 o més anys hi havia 79,7 homes.
La renda mediana per habitatge era de 41.552 $ i la renda mediana per família de 51.070$. Els homes tenien una renda mediana de 38.948 $ mentre que les dones 27.439$. La renda per capita de la població era de 23.063$. Entorn del 2,9% de les famílies i el 5,5% de la població estaven per davall del llindar de pobresa.